# Campionati del mondo di ciclocross 2014
I Campionati del mondo di ciclocross 2014 (en.: 2014 UCI Cyclo-cross World Championships) si svolsero a Hoogerheide, nei Paesi Bassi, dal 1º al 2 febbraio.

## Eventi
Sabato 1º febbraio
- 11:00 (UTC+1) Uomini Junior– 16,93 km
- 15:00 (UTC+1) Donne Elite– 13,592 km

Domenica 2 febbraio
- 11:00 (UTC+1) Uomini Under-23- 20,268 km
- 15:00 (UTC+1) Uomini Elite- 26,94 km

## Medagliere
| Pos.   | Nazione     | Oro | Argento | Bronzo | Totale |
| ------ | ----------- | --- | ------- | ------ | ------ |
| 1      | Belgio      | 2   | 3       | 2      | 7      |
| 2      | Paesi Bassi | 1   | 0       | 1      | 2      |
| 3      | Rep. Ceca   | 1   | 0       | 0      | 1      |
| 4      | Italia      | 0   | 1       | 0      | 1      |
| 5      | Regno Unito | 0   | 0       | 1      | 1      |
| Totale | Totale      | 4   | 4       | 4      | 12     |

## Sommario degli eventi
| Eventi            | Oro                      | Tempo                     | Argento                       | Tempo   | Bronzo                           | Tempo   |
| Uomini            |                          |                           |                               |         |                                  |         |
| Elite dettagli    | Zdeněk Štybar Rep. Ceca  | 1h05'30" Media 24,68 km/h | Sven Nys Belgio               | a 12"   | Kevin Pauwels Belgio             | a 40"   |
| Under-23 dettagli | Wout Van Aert Belgio     | 49'35" Media 24,53 km/h   | Michael Vanthourenhout Belgio | a 50"   | Mathieu van der Poel Paesi Bassi | a 1'17" |
| Junior dettagli   | Thijs Aerts Belgio       | 45'55" Media 22,12 km/h   | Yannick Peeters Belgio        | a 10"   | Jelle Schuermans Belgio          | a 12"   |
| Donne             |                          |                           |                               |         |                                  |         |
| Elite dettagli    | Marianne Vos Paesi Bassi | 39'26" Media 20,68 km/h   | Eva Lechner Italia            | a 1'07" | Helen Wyman Regno Unito          | a 1'17" |